# Briefmarken-Jahrgang 1988 der Deutschen Bundespost
Der Briefmarken-Jahrgang 1988 der Deutschen Bundespost umfasste 36 Sondermarken. Die Dauermarkenserien Frauen der deutschen Geschichte und Sehenswürdigkeiten wurden in diesem Jahr jeweils mit sieben Marken fortgesetzt.
Alle seit dem 1. Januar 1969 ausgegebenen Briefmarken waren unbeschränkt frankaturgültig, es gab kein Ablaufdatum wie in den vorhergehenden Jahren mehr.
Durch die Einführung des Euro als europäische Gemeinschaftswährung zum 1. Januar 2002 wurde diese Regelung hinfällig.
Die Briefmarken dieses Jahrganges konnten allerdings bis zum 30. Juni 2002 genutzt werden. Ein Umtausch war noch bis zum 30. September in den Filialen der Deutschen Post möglich, danach bis zum 30. Juni 2003 zentral in der Niederlassung Philatelie der Deutschen Post AG in Frankfurt.

## Liste der Ausgaben und Motive
Legende
- Bild: Eine bearbeitete Abbildung der genannten Marke. Das Verhältnis der Größe der Briefmarken zueinander ist in diesem Artikel annähernd maßstabsgerecht dargestellt. Sollten keine Marken abgebildet sein, liegt es daran, dass das Urheberrecht des Künstlers noch nicht erloschen ist.
- Beschreibung: Eine Kurzbeschreibung des Motivs und/oder des Ausgabegrundes. Bei ausgegebenen Serien oder Blocks werden die zusammengehörigen Beschreibungen mit einer Markierung versehen eingerückt.
- Wert: Der Frankaturwert der einzelnen Marke in Pfennig. Ein „+“ bedeutet, dass es sich um eine Zuschlagsmarke handelt (= Frankaturwert + Spende).
- Ausgabedatum: Das Datum des erstmaligen Verkaufs dieser Briefmarke.
- Auflage: Soweit bekannt, wird hier die zum Verkauf angebotene Anzahl dieser Ausgabe angegeben.
- Entwurf: Soweit bekannt, wird hier angegeben, von wem der Entwurf dieser Marke stammt.
- Mi.-Nr.: Diese Briefmarke wird im Michel-Katalog unter der entsprechenden Nummer gelistet.

| Sondermarken | |                  |                       |               |                                                |              |
| Bild         | Beschreibung | Werte in Pfennig | Ausgabe- datum (1988) | Auflage       | Entwurf                                        | MiNr.        |
|              | 150 Jahre Mainzer Carneval Bajass | 60               | 14. Januar            | 35.500.000    | Günter Jacki                                   | 1349         |
|              | 100. Geburtstag von Jakob Kaiser (1888–1961) | 80               | 14. Januar            | 32.000.000    | Gerd Aretz                                     | 1350         |
|              | 25 Jahre Élysée-Vertrag über die deutsch-französische Zusammenarbeit Konrad Adenauer und Charles de Gaulle; Gemeinschaftsausgabe mit Frankreich    | 80               | 14. Januar            | 33.640.000    | Jean-Paul Veret-Lemarinier                     | 1351         |
|              | Seligsprechung von Edith Stein und Rupert Mayer durch Papst Johannes Paul II.                                                                      | 80               | 14. Januar            | 32.000.000    | Margret Fackelmann                             | 1352         |
|              | Für den Sport verschiedene Anlässe - Fußball, anlässlich der Fußball-Europameisterschaft 1988 in Deutschland                                       | 60+30            | 18. Februar           | 4.803.000     | Hans Günter Schmitz                            | 1353         |
|              | - Tennis, anlässlich der Olympischen Sommerspiele 1988 in Seoul                                                                                    | 80+40            | 18. Februar           | 5.227.000     | Hans Günter Schmitz                            | 1354         |
|              | - Kunstspringen, anlässlich der Olympischen Sommerspiele 1988 in Seoul                                                                             | 120+55           | 18. Februar           | 4.194.000     | Hans Günter Schmitz                            | 1355         |
|              | 200. Geburtstag von Joseph von Eichendorff (1788–1857) Detail aus Holzschnitt von Ludwig Richter zu dem Gedicht “Waldeinsamkeit, du grünes Revier” | 60               | 18. Februar           | 32.450.000    | Isolde Monson-Baumgart                         | 1356         |
|              | 200. Geburtstag von Arthur Schopenhauer (1788–1860)                                                                                                | 80               | 18. Februar           | 32.000.000    | Elisabeth von Janota-Bzowski                   | 1357         |
|              | 100. Todestag von Friedrich Wilhelm Raiffeisen (1818–1888)                                                                                         | 80               | 18. Februar           | 35.150.000    | Sigrid Förtsch-von Baumgarten und Hans Förtsch | 1358         |
|              | Für die Jugend, Idole der Rock- und Popmusik - Buddy Holly                                                                                         | 50+25            | 14. April             | 4.386.000     | Antonia Graschberger                           | 1360         |
|              | - Elvis Presley | 60+30            | 14. April             | 4.753.000     | Antonia Graschberger                           | 1361         |
|              | - Jim Morrison | 70+35            | 14. April             | 4.386.000     | Antonia Graschberger                           | 1362         |
|              | - John Lennon | 80+40            | 14. April             | 4.665.000     | Antonia Graschberger                           | 1363         |
|              | 500. Geburtstag von Ulrich von Hutten (1488–1523) Detail aus einem Holzschnitt seines Buches “Conquestiones”                                       | 80               | 14. April             | 32.000.000    | Herbert Stelzer                                | 1364         |
|              | Europamarken, Transport- und Kommunikationsmittel - Airbus A320                                                                                    | 60               | 5. Mai                | 73.550.000    | Ernst Jünger                                   | 1367         |
|              | - Schematische Darstellung der Verbindungen von ISDN                                                                                               | 80               | 5. Mai                | 71.350.000    | Ernst Jünger                                   | 1368         |
|              | 700 Jahre Düsseldorf Stilisierte Stadtansicht | 60               | 5. Mai                | 35.420.000    | Karin Blume-Zander                             | 1369         |
|              | 600 Jahre Universität zu Köln das Universitätsgebäude und Kirchtürme von Köln                                                                      | 80               | 5. Mai                | 31.500.000    | Otto Rohse                                     | 1370         |
|              | 100. Todestag von Theodor Storm (1817–1888) | 80               | 5. Mai                | 32.000.000    | Günter Jacki                                   | 1371         |
|              | 100. Geburtstag von Jean Monnet (1888–1979) | 80               | 5. Mai                | 21.000.000    | Gerd Aretz                                     | 1372         |
|              | 25 Jahre Deutscher Entwicklungsdienst (DED) angepflanzter Baum mit Stütze in Schwarz-Rot-Gold                                                      | 80               | 5. Mai                | 32.000.000    | Bruno K. Wiese                                 | 1373         |
|              | 1000 Jahre Meersburg Ansicht von Meersburg | 60               | 14. Juli              | 35.160.000    | Isolde Monson-Baumgart                         | 1376         |
|              | 200. Geburtstag von Leopold Gmelin (1788–1853) | 80               | 14. Juli              | 33.300.000    | Hermann Schwahn                                | 1377         |
|              | 100 Jahre Bezeichnung “Made in Germany” Sechskantmutter und Messschieber in Schwarz-Rot-Gold                                                       | 140              | 14. Juli              | 20.900.000    | Ernst Jünger                                   | 1378         |
|              | 75. Todestag von August Bebel (1840–1913) | 80               | 11. August            | 32.000.000    | Hans Günter Schmitz                            | 1382         |
|              | Wohlfahrtsmarken: Gold- und Silberschmiedekunst - Bergkristallreliquiar, um 1200                                                                   | 50+25            | 13. Oktober           | 17.488.000    | Fritz Lüdtke                                   | 1383         |
|              | - Karlsbüste, nach 1349 | 60+30            | 13. Oktober           | 11.599.000    | Fritz Lüdtke                                   | 1384         |
|              | - Krone von Otto III., vor 983 | 70+35            | 13. Oktober           | 7.160.000     | Fritz Lüdtke                                   | 1385         |
|              | - Blütenstrauß, um 1620 | 80+40            | 13. Oktober           | 15.146.000    | Fritz Lüdtke                                   | 1386         |
|              | 125 Jahre Internationales Rotes Kreuz | 80               | 13. Oktober           | 32.000.000    | Jürgen Wilke                                   | 1387         |
|              | Tag der Briefmarke - Brieftaube | 20               | 13. Oktober           | 29.500.000    | Peter Steiner                                  | 1388         |
|              | 50. Jahrestag der Reichskristallnacht | 80               | 13. Oktober           | 32.000.000    | Fritz Lüdtke                                   | 1389         |
|              | 100 Jahre Arbeiter-Samariter-Bund | 80               | 10. November          | 39.645.000    | Corinna Rogger                                 | 1394         |
|              | 100 Jahre Briefmarkenspendenaktion für Bethel Briefstücke mit deutschen Marken                                                                     | 60               | 10. November          | 32.000.000    | Erwin Poell                                    | 1395         |
|              | Weihnachtsmarke - Geburt Christi, Abbildung aus dem Evangeliar von Heinrich dem Löwen, aus dem 12. Jahrhundert                                     | 80+40            | 10. November          | 10.796.000    | Silvia Runge                                   | 1396         |
| Dauermarken  | |                  |                       |               |                                                |              |
| Bild         | Beschreibung | Werte in Pfennig | Ausgabe- datum (1988) | Auflage       | Entwurf                                        | MiNr. Berlin |
|              | Dauermarkenserie: Sehenswürdigkeiten - Flughafen Frankfurt Main                                                                                    | 10               | 14. Januar            | 1.124.265.000 | Sibylle und Fritz Haase                        | 1347 798     |
|              | - Chilehaus Hamburg | 40               | 11. August            | 208.162.000   | Sibylle und Fritz Haase                        | 1379 816     |
|              | - Büste der Nofretete | 70               | 14. Juli              | 63.707.000    | Sibylle und Fritz Haase                        | 1374 814     |
|              | - Bronzekanne Fürstinnengrab Reinheim | 90               | 11. August            | 28.507.000    | Sibylle und Fritz Haase                        | 1380 -       |
|              | - Schleswiger St. Petri Dom | 120              | 14. Juli              | 43.507.000    | Sibylle und Fritz Haase                        | 1375 815     |
|              | - Rolandstatue in Bremen | 280              | 11. August            | 25.600.000    | Sibylle und Fritz Haase                        | 1381 -       |
|              | - Hambacher Schloss | 300              | 14. Januar            | 826.111.000   | Sibylle und Fritz Haase                        | 1348 799     |
|              | Dauermarkenserie: Frauen der deutschen Geschichte - Paula Modersohn-Becker                                                                         | 10               | 14. April             | 608.277.000   | Gerd Aretz                                     | 1359 806     |
|              | - Cilly Aussem | 20               | 5. Mai                | 643.478.000   | Gerd Aretz                                     | 1365 811     |
|              | - Therese Giehse | 100              | 10. November          | 6.007.068.000 | Gerd Aretz                                     | 1390 825     |
|              | - Lise Meitner | 130              | 5. Mai                | 114.978.000   | Gerd Aretz                                     | 1366 812     |
|              | - Hannah Arendt | 170              | 10. November          | 506.868.000   | Gerd Aretz                                     | 1391 826     |
|              | - Mathilde Franziska Anneke | 240              | 10. November          | 272.168.000   | Gerd Aretz                                     | 1392 827     |
|              | - Hedwig Dransfeld | 350              | 10. November          | 160.468.000   | Gerd Aretz                                     | 1393 828     |